# Acalolepta gracilis
Acalolepta gracilis là một loài bọ cánh cứng trong họ Cerambycidae.